# 中部博
中部 博（なかべ ひろし 1953年9月5日 - ）は、日本のノンフィクション作家。

## 人物
東京都目黒区生まれ。1972年高輪学園高等学校卒。1975年から『週刊プレイボーイ』特派記者などで取材して書く編集仕事を始めた。『思想の科学』1978年2月号に「街の夢を通る子供たち」を発表してノンフィクションを書き始め、1979年6月に編著書『暴走族100人の疾走』（第三書館）でデビューした。『世界』『朝日ジャーナル』『話の特集』『宝島』などに寄稿した。
25歳だった1979年4月から2年間、NHK教育テレビ『若い広場』のレギュラー司会者をつとめ、テレビとラジオに活動の場を広げた。
母親の介護とオートバイ事故のために1981年から6年間ほど活動を停止している。
1988年にF1グランプリを取材した『1000馬力のエクスタシー』を書き、カムバックを認められ、ノンフィクションライターの仕事を再開した。1999年は文化放送・日曜ラジオ特番『サンデーミュージックちゃった!』のパーソナリティを1年間つとめた。
上記のような職歴からドキュメンタリー映像ディレクターや編集者の仕事を好んでやる。
代表作に中国語の翻訳が出版された『いのちの遺伝子／北海道大学遺伝子治療2000日』と『世界が俺を待っている／本田宗一郎伝』（ともに集英社）がある。
無類の自動車レース好きとして知られ、レース関係の著書が多い。

## 編著書
- 『暴走族100人の疾走』（第三書館　1979年）
- 『流れる風は冷たいほうがいい』（筑摩書房　1987年）
- 『1000馬力のエクスタシー／HONDA-F1世界制覇への道』（集英社　1988年、集英社文庫　1991年）
- 『和風クルマ定食の疾走』（JICC出版局　1988年）
- 『自動車伝来物語』（集英社　1992年）
- 『世界が俺を待っている　本田宗一郎伝』（集英社 1994年）
- 『光の国のグランプリ／ワールド・ソーラー・チャレンジ』（集英社 1994年）
- 『走れ！ソーラーカー／光と夢の3000キロレース』（大日本図書 1996年）
- 『いのちの遺伝子　北海道大学遺伝子治療2000日』集英社 1998年ルポルタージュ
- 『基因治療』（章蓓蕾・訳／台湾・時事出版1999年）『いのちの遺伝子』中国語版
- 『定本　本田宗一郎伝』（三樹書房 2001年）
- 『ホンダ式　高収益自己実現の経営』（東洋経済新報社 2002年）
- 『スバル・メカニズム』（三樹書房 2004年）
- 『アメリカ・ホンダ・レーシング』（三樹書房 2005年）
- 『伝説のレースを追って』（ニューズ出版 2007年）
- 『炎上 1974年富士・史上最大のレース事故』文藝春秋 2012年）
- 『風をあつめて、ふたたび。』武田大祐写真 平原社 2014

## ウェブサイト連載
- 小学館 BOOK PEOPLE ATLAS／中部博 DREAM POWER

## 注
1. ↑  『現代日本人名録』